# Дронов, Виктор Михайлович
Виктор Михайлович Дронов (род. 29 июля 1967, Воронеж) — советский и российский хоккеист, защитник. Тренер.

## Биография
Воспитанник воронежского «Бурана», первый тренер Алексей Иванович Медведев. В сезоне 1984/85 дебютировал за команду во второй лиге. Провёл в команде 8 сезонов. «Буран» вскоре стал фарм-клубом «Крыльях Советов», и Дронов пару раз был на просмотре в московском клубе. В 1992 году вместе с Вячеславом Бабуриным,  Сергеем Буйницким и Олегом Рудаковым перешёл в норильский «Заполярник», который возглавил Виктор Семыкин, ранее тренировавший «Буран». В сезоне 1993/94 вместе с Олегом Рудаковым играл за тольяттинскую «Ладу», ставшую чемпионом МХЛ. В дальнейшем играл за «Заполярник» (1993/94 — 1995/96), «Липецк» (1996/97 — 1998/99), «Амур» (1999/2000), «Гамбург Крокодайлз» (2000/01), «Энергию» Кемерово (2001/02).
В сезоне 2004/05, до 3 декабря — тренер (по другим данным — главный тренер) «Тамбова». Директор воронежской спортивной школы № 7.